# Mehdi Léris
Pour les articles homonymes, voir Léris.
Mehdi Léris, né le 23 mai 1998 à Mont-de-Marsan, est un footballeur international algérien qui évolue au poste de milieux droit à Pise SC.

## Biographie
Formé dans le club de sa ville natale le Stade montois, Mehdi Léris attire l'attention du club italien du Chievo Vérone lors d'un tournoi national à Clairefontaine en 2013 qui lui propose de rejoindre son académie. Il est prêté l'année suivante à la Juventus avec une option d'achat pour un an. Il évolue en Primavera et en UEFA Youth League. Il revient au Chievo où il fait ses débuts professionnels lors d'une défaite 3 à 0 en Serie A contre la Juventus le 9 septembre 2017.
Il est sélectionné pour la première fois le 12 novembre 2022 par le sélectionneur algérien Djamel Belmadi avec l'équipe nationale d'Algérie A.

## Statistiques

### En club
| Saison                | Club                  | Championnat           | Championnat | Championnat | Championnat | Coupe nationale | Coupe nationale | Coupe nationale | Coupe de la Ligue | Coupe de la Ligue | Coupe de la Ligue | Total | Total | Total |
| Saison                | Club                  | Division              | M.          | B.          | P.d.        | M.              | B.              | P.d.            | M.                | B.                | P.d.              | M.    | B.    | P.d.  |
| 2016-2017             | Juventus              | Serie A               | -           | -           | -           | 0               | 0               | 0               | -                 | -                 | -                 | 0     | 0     | 0     |
| 2017-2018             | Chievo Vérone         | Serie A               | 4           | 0           | 0           | 0               | 0               | 0               | -                 | -                 | -                 | 4     | 0     | 0     |
| 2018-2019             | Chievo Vérone         | Serie A               | 23          | 0           | 2           | 1               | 1               | 0               | -                 | -                 | -                 | 24    | 1     | 2     |
| Sous-total            | Sous-total            | Sous-total            | 27          | 0           | 2           | 1               | 1               | 0               | -                 | -                 | -                 | 28    | 1     | 2     |
| 2019-2020             | Sampdoria             | Serie A               | 15          | 1           | 1           | 1               | 0               | 0               | -                 | -                 | -                 | 16    | 1     | 1     |
| 2020-2021             | Sampdoria             | Serie A               | 20          | 0           | 0           | 2               | 0               | 0               | -                 | -                 | -                 | 22    | 0     | 0     |
| 2022-2023             | Sampdoria             | Serie A               | 32          | 1           | 1           | 3               | 0               | 0               | -                 | -                 | -                 | 35    | 1     | 1     |
| 2023-2024             | Sampdoria             | Serie B               | -           | -           | -           | 1               | 1               | 0               | -                 | -                 | -                 | 1     | 1     | 0     |
| Sous-total            | Sous-total            | Sous-total            | 67          | 2           | 2           | 7               | 1               | 0               | -                 | -                 | -                 | 74    | 3     | 2     |
| 2021-2022             | Brescia Calcio (prêt) | Serie B               | 36          | 2           | 5           | -               | -               | -               | -                 | -                 | -                 | 36    | 2     | 5     |
| 2023-2024             | Stoke City            | Championship          | 30          | 2           | 2           | 1               | 0               | 0               | 2                 | 1                 | 1                 | 33    | 3     | 3     |
| 2024-2025             | Pise SC               | Serie B               | 3           | 0           | 0           | -               | -               | -               | -                 | -                 | -                 | 3     | 0     | 0     |
| 2025-2026             | Pise SC               | Serie A               | -           | -           | -           | 1               | 0               | 0               | -                 | -                 | -                 | 1     | 0     | 0     |
| Sous-total            | Sous-total            | Sous-total            | 3           | 0           | 0           | 1               | 0               | 0               | -                 | -                 | -                 | 4     | 0     | 0     |
| Total sur la carrière | Total sur la carrière | Total sur la carrière | 163         | 6           | 11          | 10              | 2               | 0               | 2                 | 1                 | 1                 | 175   | 9     | 12    |

### En sélection nationale
| Saison                | Sélection             | Phases finales        | Phases finales | Phases finales | Phases finales | Éliminatoires CDM | Éliminatoires CDM | Éliminatoires CDM | Éliminatoires CAN | Éliminatoires CAN | Éliminatoires CAN | Matchs amicaux | Matchs amicaux | Matchs amicaux | Total | Total | Total |
| Saison                | Sélection             | Compétition           | M              | B              | Pd             | M                 | B                 | Pd                | M                 | B                 | Pd                | M              | B              | Pd             | M     | B     | Pd    |
| --------------------- | --------------------- | --------------------- | -------------- | -------------- | -------------- | ----------------- | ----------------- | ----------------- | ----------------- | ----------------- | ----------------- | -------------- | -------------- | -------------- | ----- | ----- | ----- |
| 2022-2023             | Algérie               | -                     | -              | -              | -              | -                 | -                 | -                 | 1                 | 0                 | 0                 | 3              | 0              | 0              | 4     | 0     | 0     |
| Total sur la carrière | Total sur la carrière | Total sur la carrière | -              | -              | -              | -                 | -                 | -                 | 1                 | 0                 | 0                 | 3              | 0              | 0              | 4     | 0     | 0     |

### Matchs internationaux
Le tableau suivant liste les rencontres de l'équipe d'Algérie dans lesquelles Mehdi Léris a été sélectionné depuis le 16 novembre 2022 jusqu'à présent.

## Palmarès
| Juventus FC (1)                           | Pise SC                            |
| ----------------------------------------- | ---------------------------------- |
| - Coupe d'Italie (1) : - Vainqueur : 2017 | - Serie B : - Vice-champion : 2025 |

## Distinctions personnelles
- Élu meilleur joueur du mois du Stoke City en octobre 2023 [3]